# امام قلی خاکی خراسانی
امامقلی خاکی خراسانی یا امام قلی دیزبادی نیشابوری (مرگ ۱۰۷۷ قمری در دیزباد) از داعیان اسماعیلی و شاعران فارسی در سده ۱۱ هجری قمری متخلص به خاکی است. او معاصر با شاه عباس صفوی و اهل دیزباد نیشابور بوده‌است. خاکی خراسانی از مشهورترین شاعران اسماعیلی مذهب شناخته شده.

## نام
نام وی امام قلی (معنا:بندهٔ امام) و شهرت وی بیشتر به امامقلی خاکی خراسانی است.

## آثار
- دیوان اشعار :دیوان وی توسط ایوانف گرد آوری و در بمبئی در تاریخ (۱۳۵۲ ه‍. ق) به چاپ رسیده‌است.
- مثنوی «طلوع‌الشمس» یا «طوالع‌الشمس»
- نگارستان :قصیده‌ای است طولانی از خاکی با محتوایی اخلاقی مذهبی و مزین به نمادگرایی تصوف که بر روی هم حدود ۹۸۰ بیت است.

کلیات خاکی خراسانی
(طلوع الشمس، نگارستان، غزلیات و…)
امامقلی خاکی خراسانی، (گردآورنده) غیاث الدین میرشاهی؛ (به اهتمام) مسعود میرشاهی،
ناشر: آراسته
تاریخ نشر: ۲۷ مهر، ۱۳۹۲
تعداد صفحه: ۴۷۲
شابک: ۹۷۸-۶۰۰-۵۹۰۸-۶۵-۷
قطع کتاب: وزیری
وزن: ۶۵۷ گرم